# Département de San Luis del Palmar
Pour les articles homonymes, voir San Luis.
Le département de San Luis del Palmar est une des 25 subdivisions de la province de Corrientes, en Argentine. Son chef-lieu est la ville de San Luis del Palmar.
Le département a une superficie de 2 251 km2. Sa population s'élevait à 16 513 habitants en 2001.

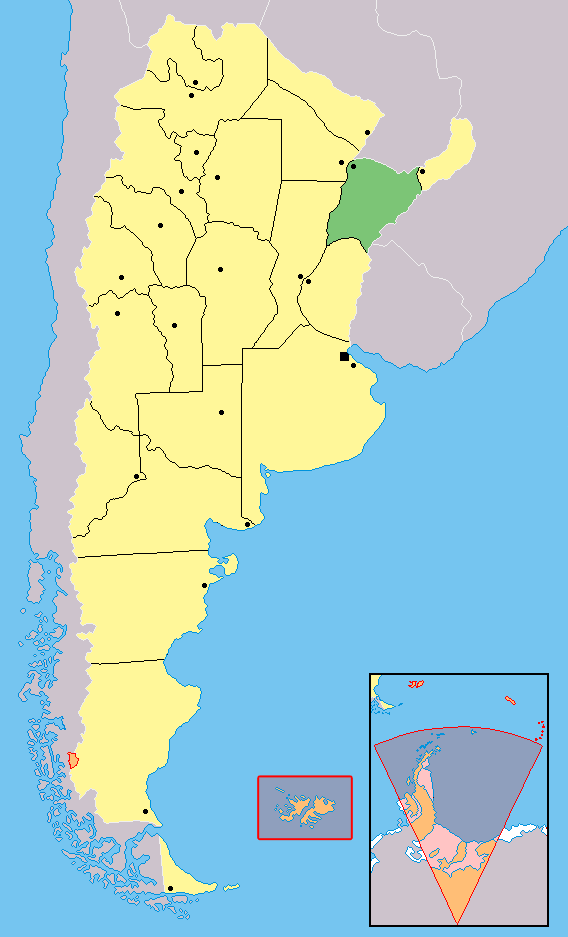
Localisation de la province de Corrientes en Argentine.